# Христианские добродетели

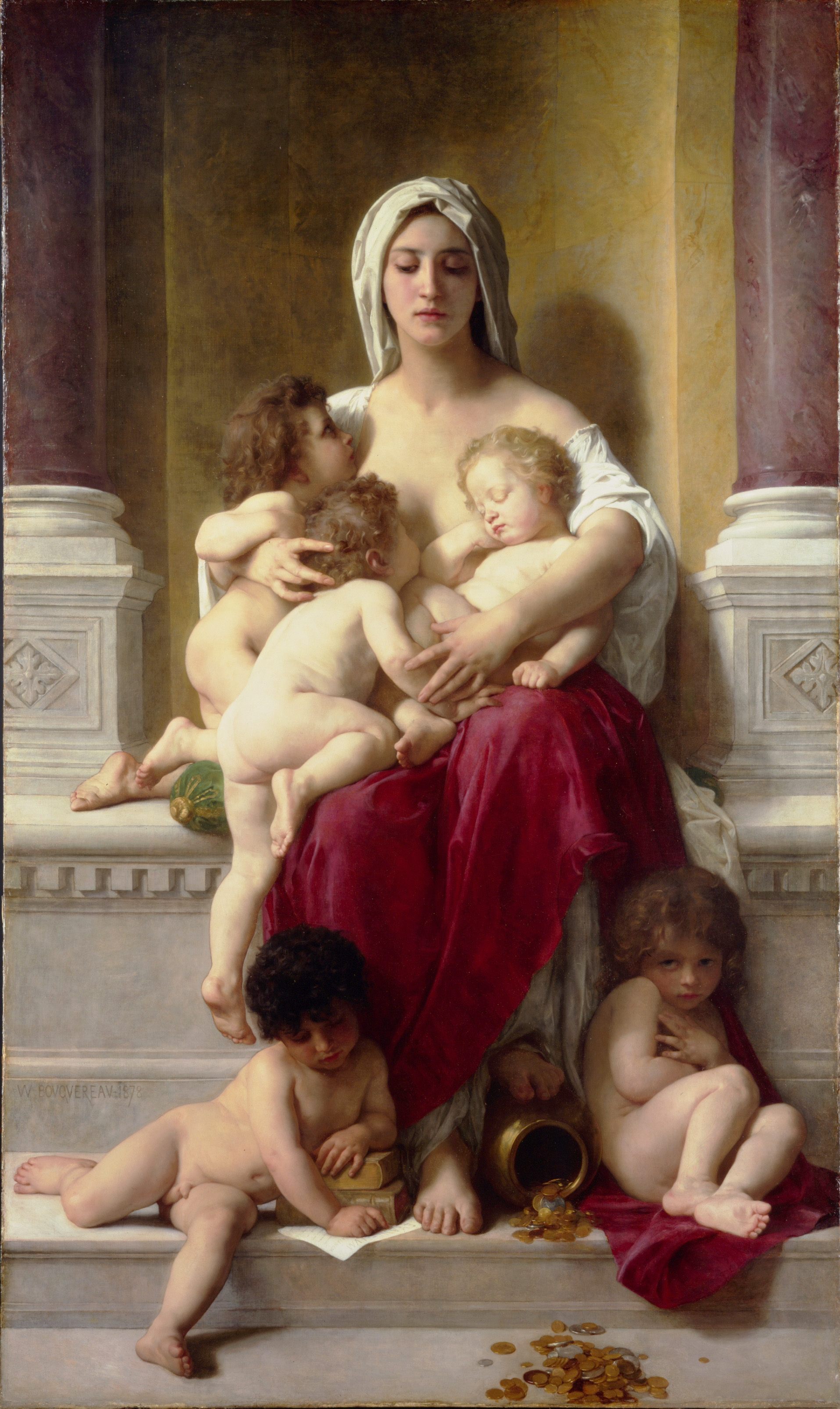
«Любовь». А.-В. Бугро, 1878

Христианские теологи́ческие доброде́тели (лат. virtutes theologicae, англ. theological virtues, фр. vertus théologales, исп. virtudes teologales) — категории, постулирующие идеальные качества человека.
Как фундаментальная философско-богословская категория, добродетель охватывает все ценностно-значимые аспекты духовно-нравственного совершенства человека. На протяжении всей истории христианской мысли учение о добродетели постоянно развивалось; многие богословы развёртывали своё видение состава этой комплексной категории, сами эти составляющие неоднократно переосмысливались. Понятие теологической добродетели, активно развиваемое в современном западном богословии — фрагмент этого цельного учения, фокусирующий внимание на «трёх добродетелях», поставленных в контекст спасения человека в богословском смысле; наряду с теологическими здесь рассматриваются и четыре т. н. «кардинальные добродетели»; все они в своей совокупности составляют «семь католических добродетелей».
Несмотря на общность отправной точки (в данном случае, Новый Завет), современные западные (католические, протестантские) теологи, с одной, и православные с другой стороны могут приходить к разным трактовкам содержания некоторых элементов этой триады добродетелей. В частности, это может касаться этимологических различий между англ. love и англ. charity, выражающих в теологии то же, что и рус. любовь и греч. ἀγάπη [агапи]. Со своей стороны и англ. virtue в английском одновременно выражает и понятие «добродетель», и имя одного из ангельских чинов, в то время как в русском языке этот чин называется Силы, а в греческом (греч. Δυνάμεις [динамис]).

## Три христианских добродетели
Состав трёх христианских добродетелей — вера, надежда, любовь — сформулирован в Первом послании к Коринфянам:

А теперь пребывают сии три: вера, надежда, любовь; но любовь из них больше
— 1Кор. 13:13
Если античная этика была в первую очередь этикой справедливости, то учение Евангелия и весь Новый Завет выдвигают на первый план любовь к Богу и ближнему. 

Заповедь новую даю вам, да любите друг друга; как Я возлюбил вас, [так] и вы да любите друг друга
— Ин. 13:34
приводит слова Иисуса Христа евангелист Иоанн. Это же свидетельствуют и все три остальные евангелиста:
- «Иисус сказал ему: «возлюби Господа Бога твоего всем сердцем твоим и всею душею твоею и всем разумением твоим»… возлюби ближнего твоего, как самого себя; на сих двух заповедях утверждается весь закон и пророки» (Мф. 22:37–39)
- «возлюби Господа Бога твоего всем сердцем твоим, и всею душею твоею, и всем разумением твоим, и всею крепостию твоею… возлюби ближнего твоего, как самого себя. Иной большей сих заповеди нет» (Мк. 12:30–31)
- «возлюби Господа Бога твоего всем сердцем твоим, и всею душею твоею, и всею крепостию твоею, и всем разумением твоим, и ближнего твоего, как самого себя» (Лк. 10:27)

Общую для всех христиан отправную точку в разработке учения об этих трёх добродетелях дал в VI веке Григорий Великий (папа римский Григорий I, почитаемый в православии как Григорий Двоеслов). Веру, надежду и любовь он считал основанием и источником всех остальных добродетелей, без которых невозможно достичь спасения и вечной жизни:

Посредством одних добродетелей Святой Дух всегда пребывает в сердцах святых, а посредством других — то уходит, то возвращается. Действительно, Он не покидает сердец совершенных людей посредством веры, надежды, любви и других благ, без которых невозможно достичь Небесного Отечества, таких как смирение, целомудрие, праведность и милосердие. А посредством пророческой силы, учительного красноречия и творения чудес Он иногда пребывает в Своих избранных, а иногда удаляется от них— Григорий Великий
На этих теологических добродетелях богослов призывает строить духовную жизнь, в которой должно быть «совершенное долготерпение надежды, совершенная широта любви, совершенная точность веры и совершенное усердие к деятельности». При этом, если в настоящей жизни эти три добродетели равны между собой; то «в жизни будущего века» любовь окажется больше веры и надежды, ибо последние «прейдут», и останется лишь любовь.
В другом трактате Григорий Двоеслов указывает, что приобретаться теологические добродетели должны в деятельной жизни. Деятельную жизнь святитель рассматривает как необходимую предпосылку ведения жизни созерцательной. Тому, кто укротил в себе плотские страсти, остаётся ещё усовершенствовать свой дух усердием в доброделании (лат. per studia sanctae operationis), а тому, кто «расширил» свой дух в добрых делах (лат. per sancta opera), — распространить его на усердие во внутреннем созерцании, «ведь равным образом не будет совершенным ни тот, кто пренебрёг деланием из-за усердия к созерцанию, ни тот, кто отбросил созерцание из-за усердия к деланию».
Григорий Двоеслов уподобляет любовь духовному механизму, отделяющему душу человека от мира и возносящему её к Богу, к созерцанию Божественного света. Любовь предполагает полное самоотвержение, поскольку человек преуспевает в Боге, когда полностью отказывается от себя.

## Восток: вера, надежда, любовь

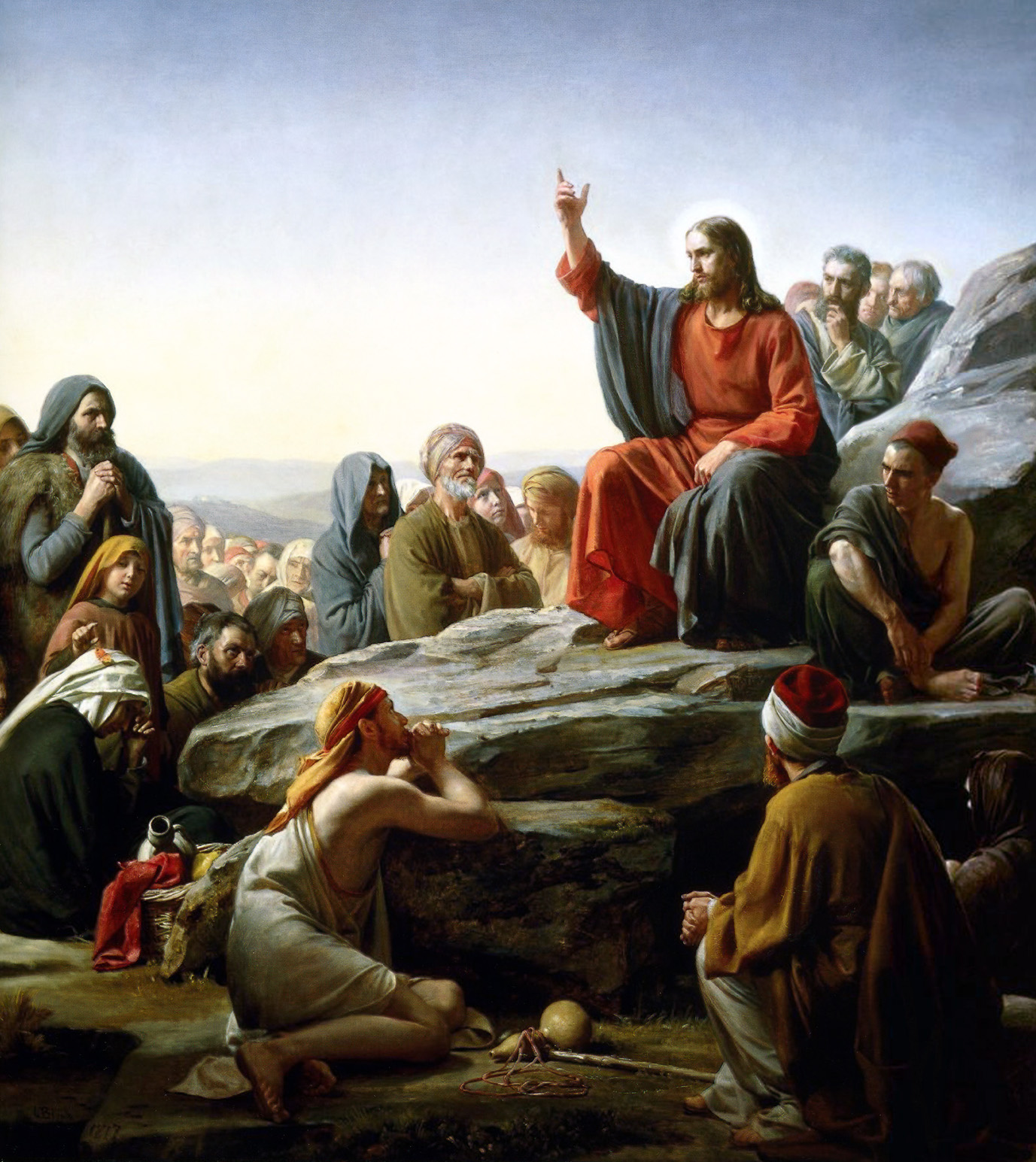
Нагорная проповедь

Добродетели побеждают страсти

Православные богословы соблюдают преемственность единства понятий веры и верности. Оно дошло ещё с раннехристианских времён, когда греч. πιστός и лат. fidelis означало и «верующий», и «верный».
Вера есть прежде всего Божий дар (Еф. 2:8), опыт переживания личного Бога — источника воскресения и вечной жизни. Как одна из основ христианской добродетели, вера—верность «подразумевает терпение и стойкость человека в ожидании исполнения Божия обетования». Она же формирует религиозную и нравственную ответственность человека за свои поступки.
Отмечая, что «не всякая вера есть добродетель» (например, сопровождающаяся недостойным отношением к своему объекту: «вместо радости — с ужасом, вместо влечения — с отвращением», В. С. Соловьёв, считал добродетельной только ту веру в высшее существо, «которая относится к нему достойным образом, именно — с свободным, сыновним благочестием».
Надежда есть «бытийное самополагание человеческой личности в Боге»; она возлагается на Бога («На Тебя, Господи, уповаю, да не постыжусь вовек» (Пс. 30:2)), чья неиссякаемая благость является источником оптимизма. Иоанн Кронштадтский писал: «Надежда происходит из веры, как растение из семени, как ручей из источника». Это — «сверхъестественная добродетель, сопровождающая человека в течение всей его земной жизни до самого момента смерти, когда отступает всякая естественная надежда». Христианская надежда осуществляется под знаком эсхатологических ожиданий: («Чаю воскресения мертвых и жизни будущего века»), уступая в таинстве будущего века своё место любви.
Любовь — высшая добродетель и основополагающее понятие христианского нравственного учения. Её основа — в надмирной и абсолютной благости Бога: «Бог есть любовь» (1Ин. 4:8), «…и пребывающий в любви пребывает в Боге, и Бог в нём» (1Ин. 4:16). Епископ Игнатий (Брянчанинов) отмечал, что, как и вера, любовь к Богу «есть дар Божий: она изливается в души истинных рабов Божиих действием Святого Духа». В своей побеждающей силе она превосходит все другие этические добродетели.
Добродетель любви — «основополагающий принцип христианского нравственного отношения к человеку как к носителю богоподобного достоинства и сонаследнику божественных благ», «интегральное выражение религиозной и нравственной доблести человеческой личности». Православие рассматривает христианскую любовь как «преодоление чувственности, эгоцентризма и самоутверждения, победа высших и абсолютных нравственных начал человеческого естества, осуществление способности нравственной природы человека к обо́жению, к святости».
Деятельный и созерцательный аспект христианской любви рассматривается и как «элемент нового порядка бытия, о котором говорит Евангелие: любовь к личным врагам, прощение обидчика, благословение злословящих, молитва за гонителей, благотворение ненавистникам». Об этом Игнатий (Брянчанинов) писал: «достигши любви к врагам, достиг совершенства в любви к ближнему, и ему сами собою отворились врата любви к Богу».
В своём Христианском катехизисе митрополит Филарет (Дроздов) рассматривает триаду вера-надежда-любовь в следующем ракурсе:
1. О вере — истолковывается Символ веры и рассказывается о семи Таинствах;
2. О надежде — разъясняет молитву Отче наш и Нагорную проповедь как средства утвердиться в надежде на Бога;
3. О любви — сквозь призму Десяти заповедей рассказывает о любви к Богу и ко всему, что Он любить повелевает.

## Запад: fides, spes, caritas

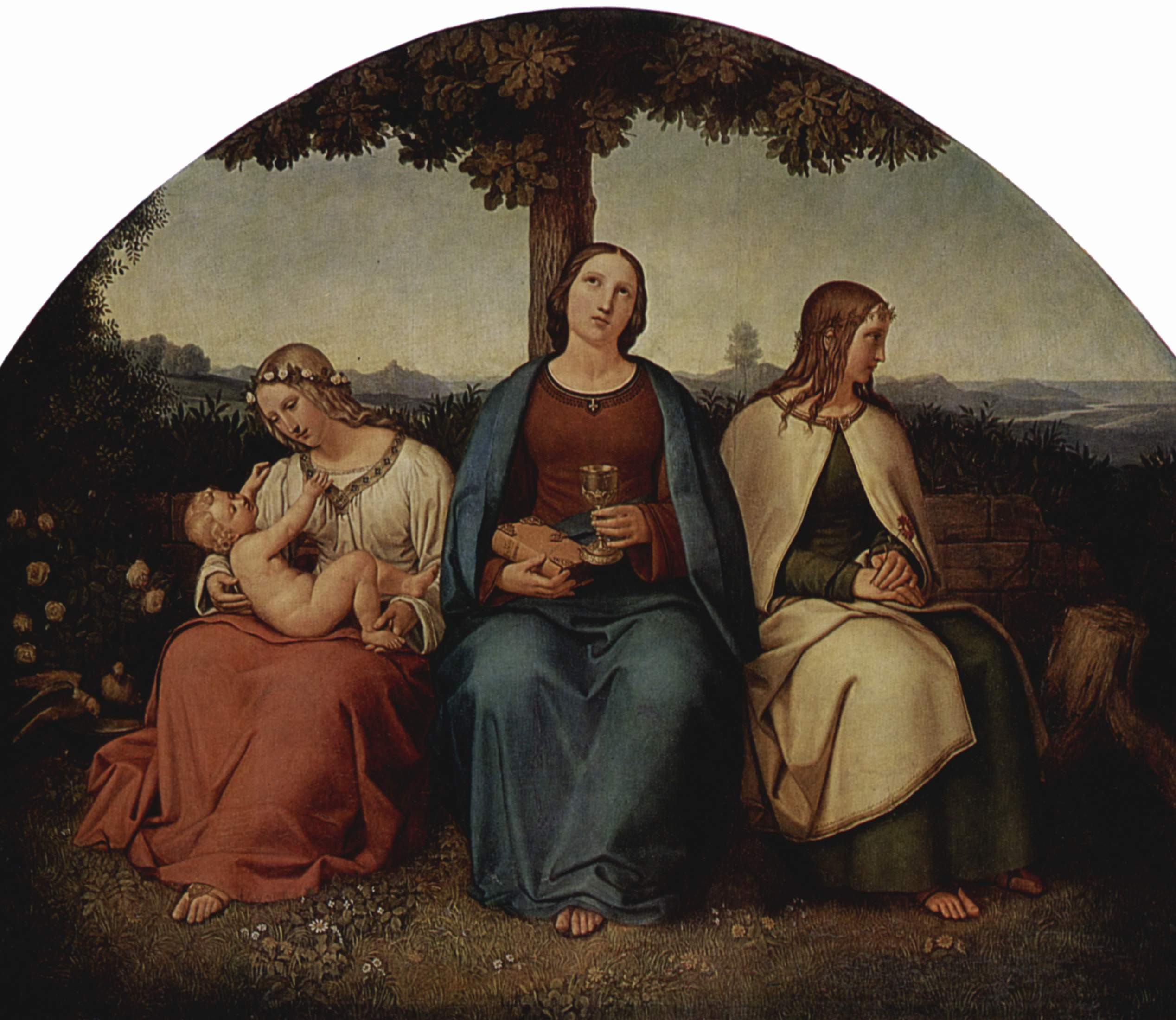
Вера, Надежда, Любовь. 1819

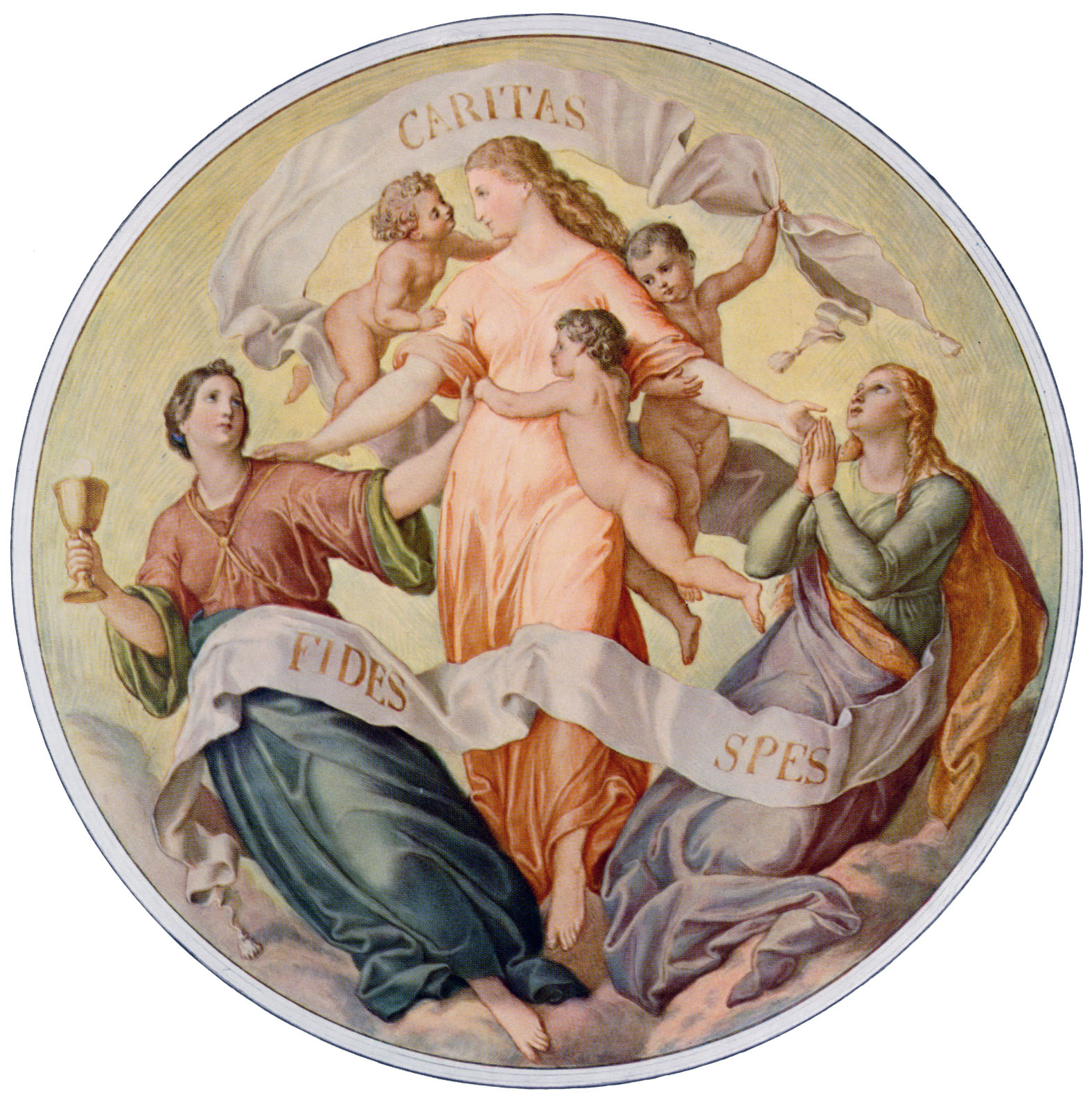
Ю. Шнорр. слева направо:
Вера, Любовь, Надежда

Триада «вера, надежда, любовь» выражена в первоисточнике 1Кор. 13:13 словами:
- греч. πίστις, ἐλπίς, ἀγάπη, и
- лат. fides, spes, caritas.

До XVII века во всех классических английских переводах Писания, в том числе Женевской (1560), Тиндейла (1564) и «Епископской Библии» (1568) слово «любовь» переводилось как англ. love.
Однако в вышедшей в 1611 году «Библии короля Якова» слово love было заменено на англ. charity. Эта библия «быстро стала стандартной для англоговорящих протестантов» и «оказала глубокое влияние на всю литературу на протяжении 300 лет». В 1752 году такая же корректировка была проведена и в Douay Rheims Bible.

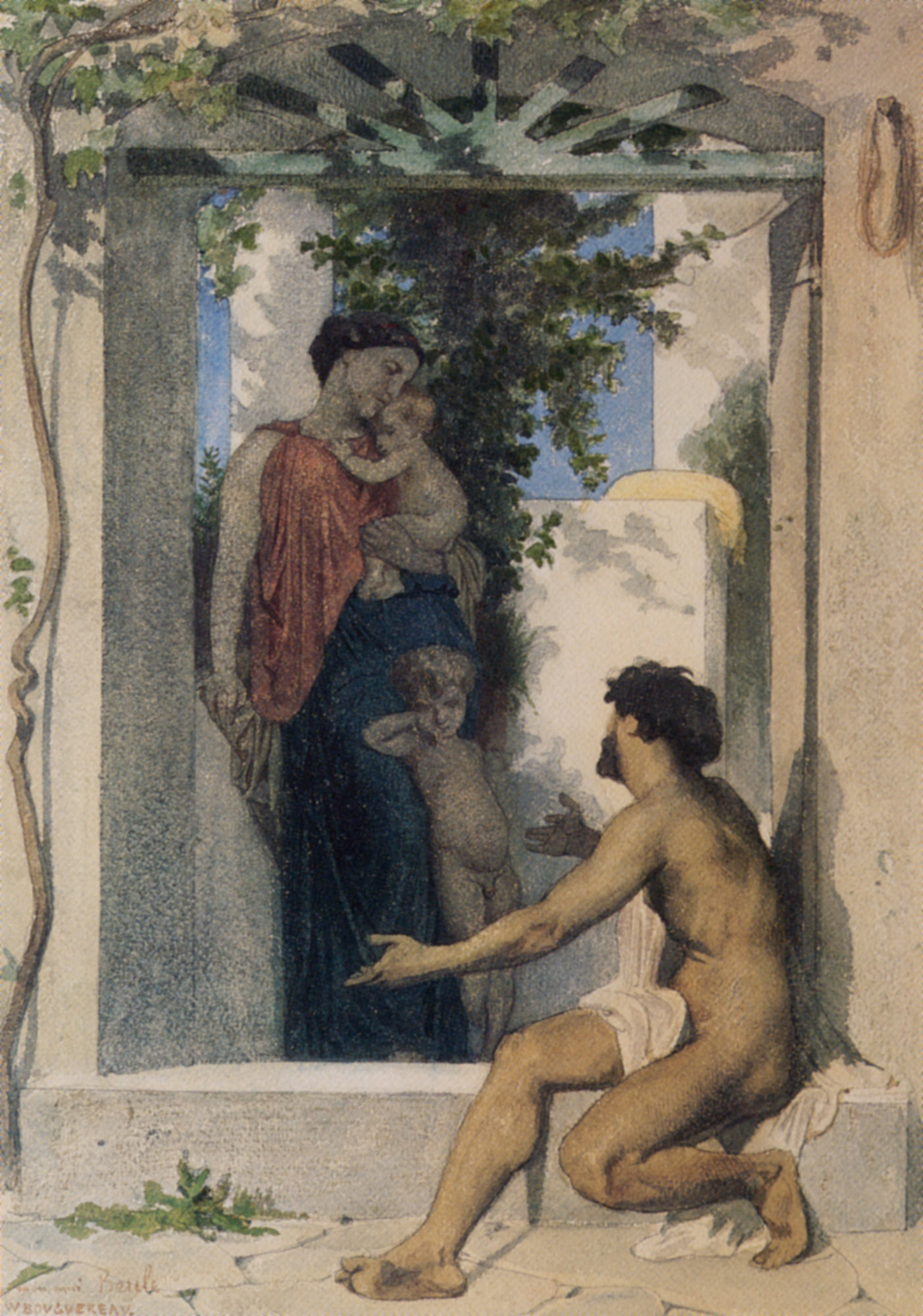
Римское милосердие.
А.-В.Бугро, 1878

Понятия love и charity неравнозначны. Слово charity, восходящее к лат. caritas со временем утратило в английском языке исключительный смысл «милосердия, отзывчивости, сострадания» как альтруистической любви; впоследствии к нему добавились «милостыня, филантропическое (в том числе денежное) пожертвование», то есть форма в бытовом употреблении слова стала довлеть над содержанием. Это осложнило рассуждения по предмету в той мере, в которой к исходной философско-этической категории приходится подбирать примеры на основе синонимического или ассоциативного ряда. В отдельных случаях это различие возвращается обратно, в доктринальную основу, и, к примеру, мормоны формулируют это следующим образом:

Выражаясь простыми словами, мормоны уверуют, что благотворительность есть любовь. Точнее, благотворительность есть чистая любовь Иисуса Христа.Оригинальный текст (англ.)In simple terms, Mormons believe charity is love. More specifically, charity is the pure love of Jesus Christ.— Why Mormonism? Charity in Mormonism.
Дискуссии о неравнозначности понятий love и charity достаточно обширны, однако их комментирование требует более, нежели словарного (love=любовь, charity=благотворительность) понимания исходных терминов теми, для кого английский язык не является родным. Так или иначе, со второй половины XX века стали вновь издаваться переводы, следующие изначальной традиции передачи греч. ἀγάπη через англ. love. Это — такие современные переводы, как New King James (с 1975), New American Standard Bible (с 1963) и протестантский New International Version (с 1965).
Пример упрощённой трактовки теологических добродетелей:
- Вера — устойчивость в веровании
- Надежда — ожидание и желание получения, устранение от отчаяния и способность не сдаваться
- Благотворительность (Charity) — бескорыстная, безусловная и добровольная любовь-доброта (англ. loving-kindness) — например, проявляемая при помощи соседям.

Католическое богословие проводит различие между добродетелями «теологическими» (триада вера-надежда-любовь) и добродетелями «кардинальными»: первые не могут быть получены только индивидуальными человеческими усилиями; для их обретения необходима благодать (или, дословно, Божья милость — англ. Divine grace).